# Kabur Flores
Kabur Coquelitt Flores (Vallenar, 7 de noviembre de 1931 - ibídem, 10 de julio de 2008), fue un historiador y poeta chileno. Sobrino del poeta y ex intendente de Atacama Roberto Flores Álvarez.

## Biografía
Estudió enseñanza básica en la Escuela rural de la Hacienda La Compañía, pasando posteriormente a la Escuela Superior de Hombres Nº 1 de Vallenar, y al Liceo de Hombres de Vallenar, hoy Pedro Troncoso Machuca.
Su segundo nombre Coquelitt, no le gustaba mucho, fue tomado por su madre Hilda de una revista de aventuras de Emilio Salgari llamada El capitán Tormenta.
Se destacó como dirigente estudiantil y sus inquietudes literarias y artísticas se iniciaron con colaboraciones en la revista «El Cabrito» de la editorial Zig-Zag de Santiago; y Revista literaria «Adolescencia» del Liceo de hombres vallenarino, posteriormente ha escrito para La Tercera, en «Saltando la Historia» del suplemento «Buen Domingo" de la capital; en El Día de La Serena, La Prensa de Vallenar, Revista Literaria «Atacama» de la misma ciudad, en los diarios Atacama, Chañarcillo, en la revista literaria «Paitanás» e integrante del grupo del mismo nombre en Vallenar.
Se casó en Vallenar el 2 de febrero de 1956 con Alicia Murillo Tapia, con la que tuvo dos hijos.
Colaboró con los principales medios de comunicación de la región de Atacama. Sus programas radiales en el Huasco contaban con el apoyo de los auditores interesados en temas literarios e históricos.
Fallece en Vallenar producto de un paro cardiorrespiratorio el 10 de julio de 2008, en el Hospital Monseñor Fernando Ariztia, luego de permanecer hospitalizado por dos días en el recinto asistencial.

## Libros
- 1969 - Historia de Freirina y su Iglesia (investigación)
- 1982 - Las calles de Vallenar (investigación, iniciativa del Club Deportivo y Cultural El Algarrobo. Coautores Jorge Zambra, Alfonso Sanguinetti Mulet, Francisco Ríos Cortés y Luis Hormazábal Godoy).[4]
- 1997 - Concierto de Barrenos. Reseña minera del Huasco (investigación)[5]
- Vallenar, Nidal de Ruiseñores

## Premios
Además de su labor como poeta e historiador, se ha destacado con una prolongada labor artística.
- 1954 - Primer premio en el Concurso Nacional "Campeonato Nacional de Básquetbol Escolar Primario" (afiche oficial)
- 1959 - Primer premio Concurso Banderín, para radio Estrella del Norte (Vallenar).
- 1966-1971 - En forma consecutiva obtuvo el primer lugar en concursos de Afiches del "Carnaval Rotario de Vallenar".
- 1967 - Diploma de honor por sus crónicas Huasco en el Pasado, Ilustre Municipalidad de Vallenar.
- 1969 - Primer premio Concurso Centenario de la Iglesia de Freirina.
- 1981 - Primer premio Concurso canto a la Reina, Fiestas Primaverales, Vallenar.
- 1981 - Segundo, tercer y primera menciones honrosas, las Calles de Vallenar, auspiciado por el Club Deportivo y Cultural Algarrobo.
- 1981 - Primer premio Ambrosio O'Higgins, Concurso Secretaría de la Juventud, Vallenar.
- 1989 - Primera mención honrosa certamen poético Centenario de Vallenar, Municipalidad de Vallenar.
- 1989 - Premiado en concurso literario Bicentenario de Vallenar con el trabajo Concierto de Barrenos.
- 1989 - Medalla de plata Ambrosio O'Higgins, por su permanente apoyo a la cultura, Ilustre Municipalidad de Vallenar (posteriormente ha recibido dos distinciones por igual motivo del Municipio de Vallenar).
- 1999 - Distinción del Rotary Club de Vallenar, por su aporte a la literatura minera.
- 2001 - Premio Provincial de Literatura, del Gobierno Regional de Atacama y Secretaría Ministerial de Educación[6]